# John F. Mulholland Jr.

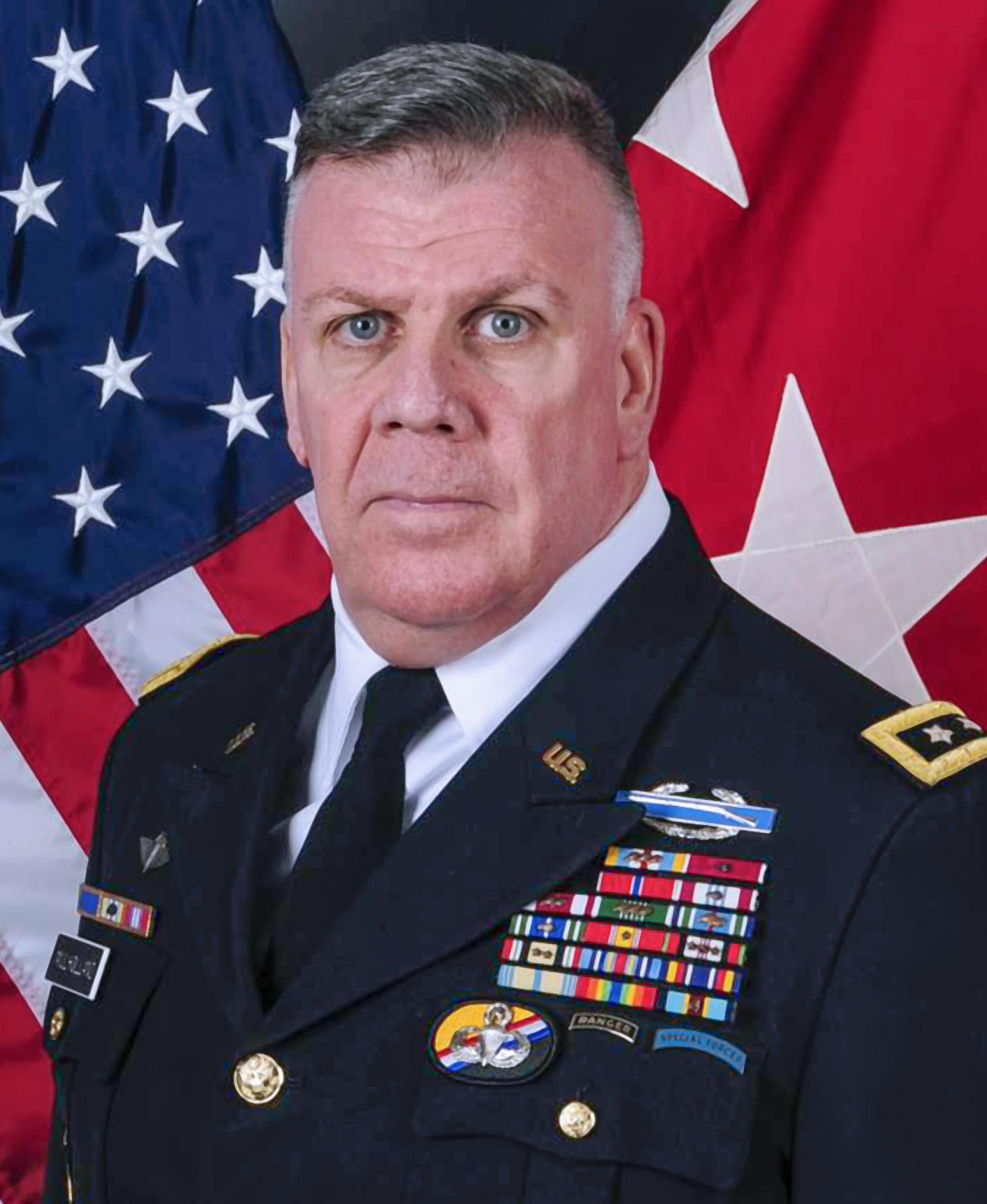
John F. Mulholland Jr.

John F. Mulholland Jr. (* 1955 in Clovis, Curry County, New Mexico) ist ein pensionierter Generalleutnant der United States Army. Er war unter anderem Kommandeur des United States Army Special Operations Commands.
Über das ROTC-Programm der Furman University gelangte er im Jahr 1978 in das Offizierskorps des US-Heeres. Dort wurde er als Leutnant zunächst der Infanterie zugeteilt. In der Armee durchlief er anschließend alle Offiziersränge vom Leutnant bis zum Drei-Sterne-General.
Im Lauf seiner militärischen Karriere absolvierte Mulholland verschiedene Kurse und Schulungen. Dazu gehörten unter anderem der Infantry Officers Advanced Course, der Special Forces Qualification Course, das Defense Language Institute, das Command and General Staff College und das National War College.
Im Verlauf seiner militärischen Karriere war er hauptsächlich bei Sondereinheiten (Special Forces) tätig. In diesem Bereich kommandierte er verschiedene Einheiten. Er war mehrfach in Panama stationiert und diente als Stabsoffizier in verschiedenen Hauptquartieren amerikanischer Sondereinheiten. Im Jahr 1998 kommandierte er in Japan ein Bataillon der 1st Special Forces Group. Im Oktober 2001 übernahm er das Kommando über eine Sondereinheit (Task Force Dagger), mit der er in Afghanistan eingesetzt war. Später nahm er als Kommandeur einer weiteren Sondereinheit (Combined Joint Special Operations Task Force – West) am Irakkrieg teil.
In den Jahren 2005 und 2006 kommandierte John Mulholland den 1st Special Forces Command (Airborne), eine Sondereinheit im Bereich der Heeresfliegerei. Daran schloss sich eine Versetzung zum Stab des United States Joint Special Operations Commands an, dem er in den Jahren 2006 und 2007 angehörte. Zwischen dem 7. November 2008 und dem 24. Juli 2012 kommandierte Mulholland als Nachfolger von Robert W. Wagner den United States Army Special Operations Command. Das Hauptquartier dieser Kommandozentrale befindet sich auf der MacDill Air Force Base in Florida. Nachdem er sein Kommando an Charles T. Cleveland übergebenen hatte, wurde er Stabsoffizier beim übergeordneten United States Special Operations Command. In den Jahren 2014 und 2015 gehörte er dem Stab des United States Army Forces Commands an. Daran schloss sich eine Versetzung zur CIA an, wo er bis zu seiner Pensionierung im Jahr 2016 als militärischer Berater (associate Director for Military Affairs) tätig war.
Nach seiner Pensionierung gründete John Mulholland die Beraterfirma Mulholland Consulting, LLC mit Sitz in Alexandria in Virginia.
Im Jahr 2014 gab es eine Untersuchung durch den Generalinspekteur des US-Heeres gegen Mulholland. Ihm wurde Fehlverhalten im Umgang mit Untergebenen vorgeworfen. Der Bericht gab den Vorwürfen statt und empfahl dem Heeresminister korrigierende Maßnahmen gegen Mulholland einzuleiten. Über den weiteren Verlauf dieser Angelegenheit gibt es in den Quellen keine Hinweise. Da Mulhollands Laufbahn bis 2016 ohne erkennbare Schritte gegen ihn weiterging, scheint diese Klage keine negativen Auswirkungen auf den Offizier gehabt zu haben.

## Orden und Auszeichnungen
John Mulholland erhielt im Lauf seiner militärischen Laufbahn unter anderem folgende Auszeichnungen:
- Army Distinguished Service Medal
- Defense Superior Service Medal
- Legion of Merit
- Bronze Star Medal
- Defense Meritorious Service Medal
- Meritorious Service Medal
- Joint Service Achievement Medal
- Army Commendation Medal
- Army Achievement Medal
- National Defense Service Medal
- Afghanistan Campaign Medal
- Iraq Campaign Medal
- Global War on Terrorism Expeditionary Medal
- Global War on Terrorism Service Medal
- Armed Forces Reserve Medal